# زمین‌لرزه ۱۹۷۶ خلیج مورو

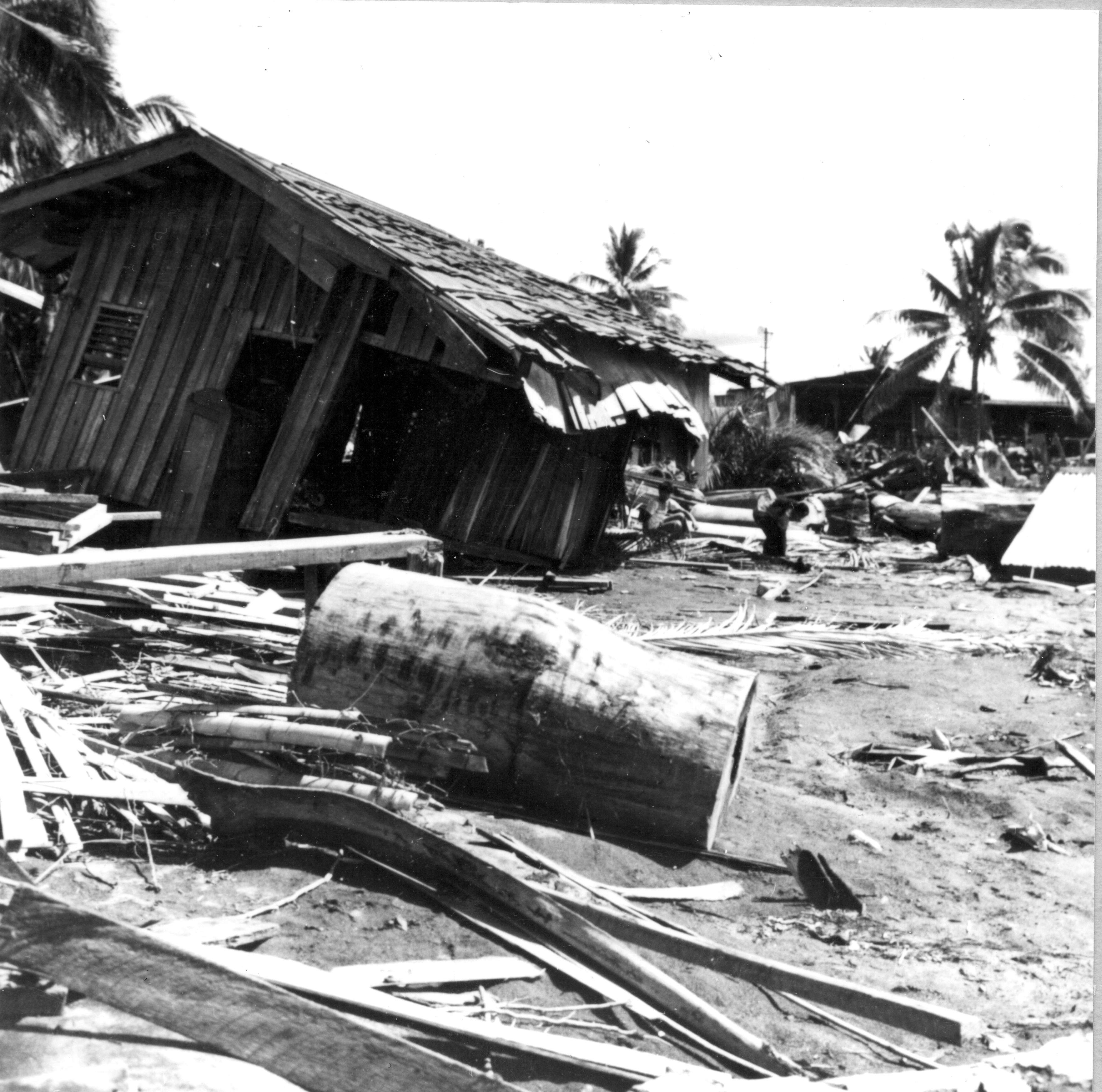
خلیج مورو، فیلیپین، زلزله 16 اوت 1976. خسارت سونامی در لباک،

زمین‌لرزه خلیج مورو  در تاریخ ۱۶ اوت ۱۹۷۶ میلادی، برابر با ‎۲۵ مرداد ۱۳۵۵، ساعت ۱۶:۱۱:۰۷ به زمان یوتی‌سی در فیلیپین ، منطقه خلیج مورو رخ داد. ژرفای این زلزله ۵۸٫۵ کیلومتر بود، و بزرگی آن ۸ در مقیاس Mw اعلام شده‌است. زمین‌لرزه به وقت محلی در روز سه‌شنبه، ساعت 00 روی داده و منطقه زمانی آن یوتی‌سی +۸ بوده‌است .
سازمان زمین‌شناسی آمریکا نیز رو مرکز این زمین‌لرزه را در مختصات ۶°۱۵′۴۳″شمالی ۱۲۴°۰۱′۲۳″شرقی / ۶٫۲۶۲°شمالی ۱۲۴٫۰۲۳°شرقی و ژرفای آن را در ۳۳ کیلومتر گزارش کرده‌است. بزرگی برگزیدهٔ این سازمان از میان بزرگی های محاسبه‌شدهٔ مختلف ۷٫۹ در مقیاس Ms بوده و از دید اثر، در میان چهار دسته‌بندی «نامحسوس»، «محسوس»، «زیان‌آور» یا «با تلفات»، زلزله را «با تلفات» اعلام کرده‌است.سونامی نیز در این زلزله گزارش شده‌است.
پروژهٔ «تنسور گشتاور مرکزوار» زاویه‌های (راستا، شیب، ریک) گسل سازندهٔ زمین‌لرزه و صفحه عمود بر آن را (°۳۴۱، °۳۵، °۹۲) یا (°۱۵۸، °۵۵، °۸۹) و نوع گسل را «معکوس» فرارسانده‌ است.
شمار کشتگان زلزله حدود ۶۰۳ نفر بوده‌است.تعداد زخمیان ۹۹۲۸ نفر برآورده شده‌است.بی‌خانمان شدگان نیز ۹۳۳۸۲ نفر اعلام شده‌است.